# أروما وعائية
أرومات الأوعية الدموية هي خلايا سليفة متعددة القدرات التي يمكن أن تتمايز إلى كل من الخلايا المكونة للدم وخلايا بطانية.  في جنين الفأر، ظهورجزرالدم في الكيس المحي في اليوم الجنيني 7 يمثل بداية تكون الدم. من هذه الجزر الدموية، تتشكل الخلايا المكونة للدم والأوعية الدموية بعد فترة وجيزة. خلايا الدم الوعائية هي أسلاف التي تشكل جزر الدم. حتى الآن، تم التعرف على الأرومة الوعائية في أجنة الإنسان والفأر وأسماك الزرد.
تستخلص أرومات الدم الوعائية لأول مرة من ثقافات جنينية ومعالجتها بواسطة السيتوكينات للتمييز على طول مسارمكون للدم أو البطانية. لقد ثبت أن هذه الخلايا ما قبل البطانية / ما قبل المكونة للدم في الجنين تنشأ من نمط ظاهري للسكان CD34. ثم وجد أن أرومات الأوعية الدموية توجد أيضًا في أنسجة الأفراد بعد الولادة، مثل الأطفال حديثي الولادة والبالغين.

## أرومة وعائية بالغة
هناك الآن دليل ناشئ على وجود أرومات وعائية لا تزال موجودة في البالغين كخلايا جذعية منتشرة في الدم المحيطي يمكن أن تؤدي إلى ظهور كل من الخلايا البطانية والخلايا المكونة للدم. يُعتقد أن هذه الخلايا تعبرعن كل من CD34 و CD133 ومن المحتمل أن تكون هذه الخلايا مشتقة من نخاع العظم، ويمكن حتى أن تكون مشتقة من الخلايا الجذعية المكونة للدم.

## تاريخ
تم افتراض أرومة وعائية لأول مرة في عام 1900 من قبل فيلهلم هيس. اُقترح وجود أرومة وعائية لأول مرة في عام 1917 من قبل فلورنس سابين، التي لاحظت القرب المكاني والزماني الوثيق لظهورالأوعية الدموية وخلايا الدم الحمراء داخل الكيس المحي في أجنة الكتاكيت. في عام 1932، قدم موراي نفس الملاحظة مثل سابين، صاغ مصطلح «الأرومة الوعائية الدموية».
تم دعم فرضية السلائف ثنائية القدرات بشكل أكبر من خلال حقيقة أن الخلايا البطانية والخلايا المكونة للدم تشترك في العديد من العلامات نفسها، بما في ذلك Flk1 و Vegf و CD34 و Scl و Gata2 و Runx1 و Pecam-1. علاوة على ذلك، فقد تبين أن استنفاد Flk1 في الجنين النامي يؤدي إلى اختفاء كل من الخلايا المكونة للدم والخلايا البطانية.
عزلة
في عام 1997، عزل كينيدي من مختبر كيلر لأول مرة المكافئ المختبري لأرومة وعائية. كانت تسمى هذه الخلايا خلايا تشكيل مستعمرة الانفجار (BL-CFC). باستخدام مجاميع التمايز بين خلايا جذعية جنينية للفأر والتي تسمى أجسام جنينية، قام المؤلفون بوضع الخلايا في جدول زمني للتمايز قبل ظهورخلايا مكونة للدم. في وجود السيتوكينات المناسبة، كانت مجموعة فرعية من هذه الخلايا قادرة على التمايز إلى سلالات مكونة للدم. بالإضافة إلى ذلك، يمكن أيضًا تمييز هذه الخلايا نفسها إلى خلايا بطانية، كما أوضح تشوي من مختبر كيلر.
في عام 2004، تم عزل أرومات الأوعية الدموية في جنين الفأر بواسطة هوبر من مختبر كيلر. وهي مشتقة من منطقة خط بدائية خلفية للأديم المتوسط في الجنين المعدي. باستخدام تخفيفات محدودة، أوضح المؤلفون أن الخلايا المكونة للدم والخلايا البطانية الناتجة كانت بالفعل من أصل نسيلي، مما يثبت أنهم نجحوا في عزل أرومة وعائية في الجنين النامي.

## وسع أفاقك
- البطانة الدموية

- أنجيوبلاست(أرومة وعائية).

- الخلية البطانية السلفية

- تكوين الأوعية الدموية

- ورم أرومي وعائي

- قائمة أنواع الخلايا البشرية المشتقة من الطبقات الجرثومية

## روابط خارجية
Timeline